# Махмур
Махмур (Махмуд) (?—1844) — узбекский поэт-сатирик. Родился и умер в городе Коканде. Сын поэта и ученого Муллы Шер-Мухаммада Акмаля. Настоящее имя поэта — Махмуд. Имя «Махмур» — упоённый — он взял себе как литературный псевдоним. Он учился в том же медресе, где преподавал его отец.
Отец Махмура, Мулла-Шер, уроженец кишлака Байтуман, под Кокандом, в молодости перебрался в Коканд. Мулла-Шер интересовался литературой и сам писал стихи под псевдонимом «Акмаль». Он преподавал в медресе и служил в должности «агляма» — юридического консультанта по вопросам шариата. Как поэт и деятель науки, Мулла-Шер добился уважаемого положения.
Махмур в раннем детстве пристрастился к чтению, очень рано начал писать стихи. Он учился в медресе Мир в Коканде, затем служил в войсках Умархана. После смерти отца материальное положение Махмура ухудшилось. В своих стихах Махмур обличал знать, духовенство, хана за разорение страны и бедствия народа (стихотворения «Сатира на Хаджи Нияза», «Сатира на Махдума Курама»).
В его стихотворении «Хапалак» изображается картина из жизни кишлака Хапалак, но в действительности отражалась реальная жизнь всего ханства.
Гневно обрушился Махмур на поэта Фазли, который возглавлял феодально-клерикальное направление в поэзии начала XIX века. Лучшие традиции демократической и сатирической поэзии Махмура продолжали узбекские поэты конца XIX - начала XX веков: Мукими, Завки, Аваз Отар-оглы.

## Переводы на русский язык
- Махмур. Избранные произведения. Перевод Наума Гребнева (одно стихотворение — перевод Н.Ушакова) Изд-во АН УзССР, 1951. Тираж 5000